# Anna Schramm

Anna Schramm

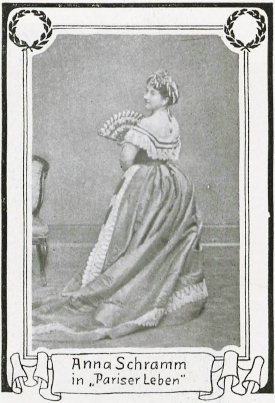
Schramm in „Pariser Leben“

Anna Schramm, verheiratete Anna Bügler, (* 8. April 1835 in Reichenberg, Böhmen; † 1. Juni 1916 in Berlin) war eine deutsche Opernsängerin (Sopran), Soubrette und Theaterschauspielerin. Vor der Jahrhundertwende galt sie als eine der beliebtesten Künstlerinnen des Deutschen Reiches.

## Leben
Anna Schramm, eine Tochter der Sopranistin und Schauspielerin Henriette Schramm-Graham (1803–1876) und des Schauspielers Nikolaus Schramm sowie Schwester von Auguste Schramm (nach 1819–1854; Sängerin und Schauspielerin) und Amalie Schramm (1826–1907; Sopranistin und Schauspielerin), wurde durch ihre Mutter ausgebildet, die ihre eigene Bühnenkarriere 1844 aufgab und ab diesem Zeitpunkt die Sorge um ihre Familie in den Mittelpunkt stellte. Anna Schramm stand bereits als Kind auf der Schauspielbühne, so 1841 in Nürnberg, dann Dessau, Sondershausen, Rostock, Riga, Reval und 1852/1853 in Köln, wo sie dramatischen Unterricht bei Roderich Benedix erhielt. Es folgten Stationen in Königsberg, Danzig und dann Braunschweig, wo sie neben der Schauspielerei eine Gesangsausbildung bei Franz Abt erhielt.
1861 ging sie an das Wallner-Theater in Berlin, wo sie bis 1867 neben Karl Helmerding, Theodor Reusche und anderen mit Operetten- und Soubrettenrollen eine Hauptstütze der Berliner Lokalposse wurde. Sie war von 1867 bis 1870 Mitglied des Friedrich-Wilhelm-Städtischen Theaters, unternahm darauf Gastspielreisen und zog sich nach ihrer Heirat 1876 mit dem Fabrikanten Ferdinand Conrad Bügler von der Bühne zurück in das von der Mutter hinterlassene Haus in Kötzschenbroda. Da ihr Ehemann ihr Vermögen durchbrachte, trennte sie sich 1882 von ihm und nahm ihre Bühnentätigkeit als Soubrette wieder auf. Ab 1888 war sie Mitglied des Wallner-Theaters für das Fach der Komischen Alten, welchem sie von 1891 bis 1912 auch am Königlichen Schauspielhaus in Berlin widmete.
In der zeitgenössischen Kritik wurde ihre ungemeine Frische, verbunden mit scharfer Beobachtungsgabe und glücklichem Auffassungsvermögen, besonders hervorgehoben.
Nach dem Tod der Mutter 1876 lebte ihre Schwester Amalie, die ihre eigene Karriere 1873 aufgegeben hatte, bei ihr in Berlin.

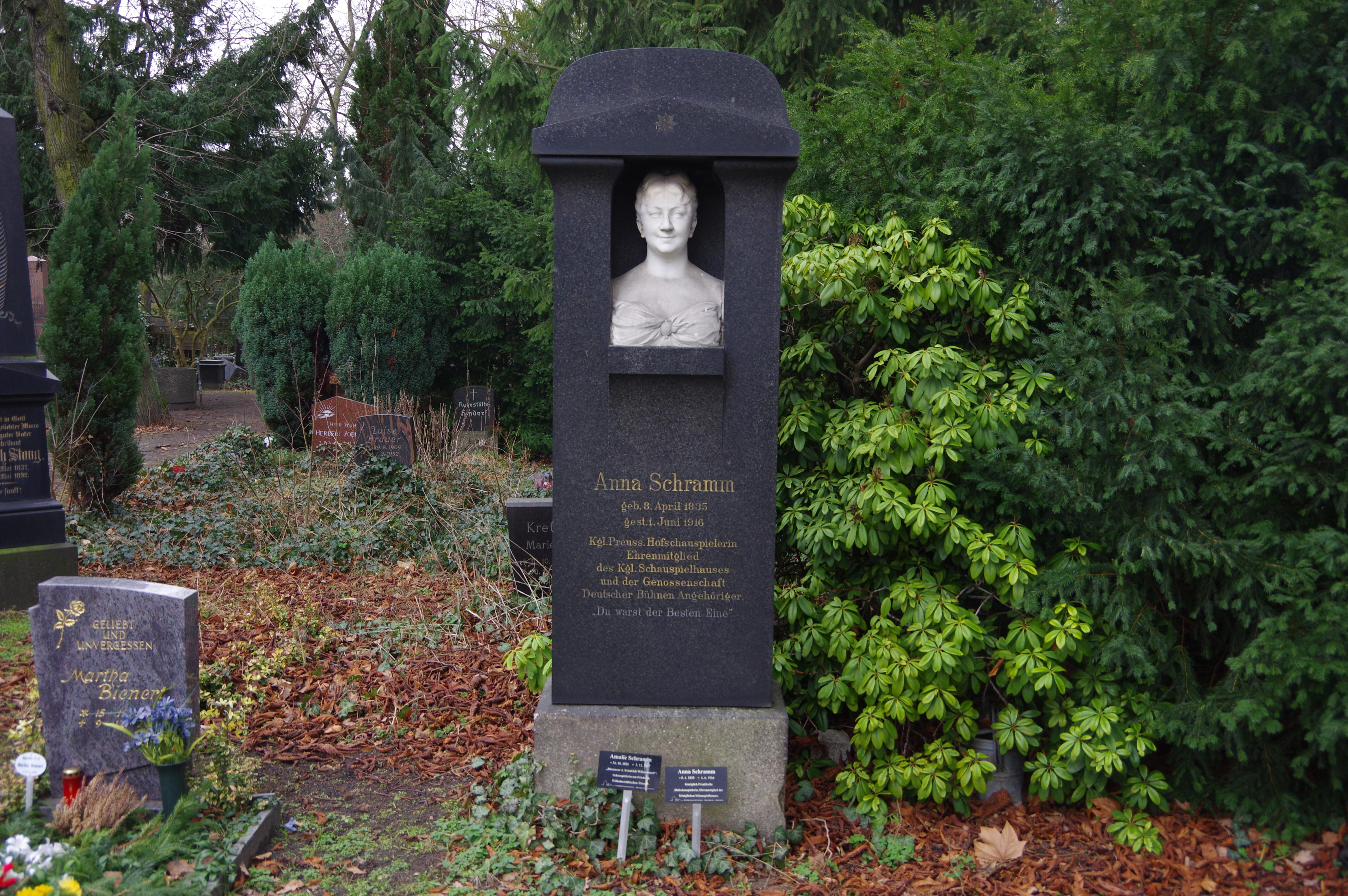
Das Grab von Anna Schramm mit von Johannes Boese geschaffener Marmorbüste

Im Alter von 81 Jahren starb Anna Schramm am 1. Juni 1916 in Berlin. Ihre letzte Ruhestätte befindet sich auf dem Friedhof I der Jerusalems- und Neuen Kirche in Berlin-Kreuzberg. Eine Nische der gesockelten Grabstele enthält eine Marmorbüste der Toten, die der Bildhauer Johannes Boese geschaffen hat. Eine kleine Inschriftentafel am Grabstein erinnert zudem an die Schwester Amalie, deren eigenes Grab auf demselben Friedhof nicht erhalten ist.
Die Inschrift auf dem Grabstein von Anna Schramm lautet:
Kgl. Preuss. Hofschauspielerin
Ehrenmitglied
des Kgl. Schauspielhauses
und der Genossenschaft
Deutscher Bühnen Angehöriger
„Du warst der Besten Eine“